# 中日本商事
中日本商事株式会社（なかにほんしょうじ、英: Nakanihon SHOUJI Corporation）は、愛知県名古屋市中村区に本社を置いていた企業である。

## 概要
映画興行会社である中日本興業の子会社で広告代理店業のほか看板製作、カフェやスーパー銭湯の経営、バスルームのリフォームなどを行うホームリメイク倶楽部の東海地区の代理店事業も行っていた。また、かつてはTSUTAYAのフランチャイズ店舗の運営も行っていたが名古屋トヨペットに譲渡している。

## 沿革
- 1968年（昭和43年）8月 - 旧・中日本商事株式会社が設立。
- 2002年（平成14年）11月1日 - 株式会社Ji.Coo.が設立。
- 2008年（平成20年）3月 - 株式会社Ji.Coo.を存続会社とし旧中日本商事株式会社を吸収合併。新・中日本商事株式会社に商号を変更。
- 2009年（平成21年）2月 - ホームリメイク倶楽部の東海地区代理店として「ホームリメイク東海」が営業を開始。
- 2010年（平成22年）3月1日 - TSUTAYAミユキモール庄内通り店を名古屋トヨペット株式会社に譲渡[1]。
- 2014年（平成26年）9月 - 親会社の中日本興業株式会社に吸収合併される[2]。

## 店舗
- 覚王山カフェJi.Coo.（カフェ）
- 太平温泉天風の湯（スーパー銭湯）
- 松竹温泉天風の湯（スーパー銭湯）